# ناحیه عین تالوت
ناحیه عین تالوت (به عربی: دائرة عین تالوت) یک ناحیه در الجزایر است که در استان تلمسان واقع شده است.